# پالک (داکوتای جنوبی)
پالک(به انگلیسی: Pollock) شهری در ایالت داکوتای جنوبی کشور ایالات متحده آمریکا است که جمعیت آن در سرشماری سال ۲۰۱۰ میلادی، ۲۴۱ نفر بوده‌است.